# Christian Lell
Christian Lell (født 29. august 1984 i München, Vesttyskland) er en tysk tidligere fodboldspiller, der spillede som forsvarsspiller. Han spillede blandt andet for Bayern München og FC Köln. Med Bayern vandt han i både 2008 og 2010 The Double, det tyske mesterskab og DFB-Pokalen.

## Landshold
Lell nåede ikke at spille for Tysklands A-landshold, men spillede som ungdomsspiller for både landets U-20 og U-21 hold.

## Titler
Bundesligaen
- 2008 og 2010 med Bayern München

DFB-Pokal
- 2008 og 2010 med Bayern München